# Umčari
Umčari (izvirno srbsko Умчари) je naselje v Srbiji, ki upravno spada pod Mestno občino Grocka; slednja pa je del Mesta Beograd.

## Demografija
V naselju, katerega izvirno (srbsko-cirilično) ime je Умчари, živi 2316 polnoletnih prebivalcev, pri čemer je njihova povprečna starost 41,0 let (39,3 pri moških in 42,6 pri ženskah). Naselje ima 895 gospodinjstev, pri čemer je povprečno število članov na gospodinjstvo 3,21.
To naselje je v glavnem srbsko (glede na popis iz leta 2002).
|  |

| Demografija | Demografija     | Demografija     |
| Leto        | Št. prebivalcev | Št. prebivalcev |
| ----------- | --------------- | --------------- |
|             |                 |                 |
|             |                 |                 |
|             |                 |                 |
|             |                 |                 |
| 1948        | 3025            |                 |
| 1953        | 3195            |                 |
| 1961        | 3565            |                 |
| 1971        | 3396            |                 |
| 1981        | 3398            |                 |
| 1991        | 3487            | 3148            |
| 2002        | 3180            | 2880            |
|             |                 |                 |

| Etnična sestava po popisu iz leta 2002 | Etnična sestava po popisu iz leta 2002 | Etnična sestava po popisu iz leta 2002 | Etnična sestava po popisu iz leta 2002 | Etnična sestava po popisu iz leta 2002 |
| -------------------------------------- | -------------------------------------- | -------------------------------------- | -------------------------------------- | -------------------------------------- |
| Srbi                                   | Srbi                                   |                                        | 2.712                                  | 94,16%                                 |
| Romi                                   | Romi                                   |                                        | 105                                    | 3,64%                                  |
| Romuni                                 | Romuni                                 |                                        | 6                                      | 0,20%                                  |
| Črnogorci                              | Črnogorci                              |                                        | 4                                      | 0,13%                                  |
| Makedonci                              | Makedonci                              |                                        | 3                                      | 0,10%                                  |
| Hrvati                                 | Hrvati                                 |                                        | 2                                      | 0,06%                                  |
| Jugoslovani                            | Jugoslovani                            |                                        | 2                                      | 0,06%                                  |
| Rusi                                   | Rusi                                   |                                        | 1                                      | 0,03%                                  |
| Bolgari                                | Bolgari                                |                                        | 1                                      | 0,03%                                  |
| Neznano                                | Neznano                                |                                        | 7                                      | 0,24%                                  |